# Сен-Ло (округ)
Сен-Ло (фр. Saint-Lô) — округ (фр. Arrondissement) во Франции, один из округов в регионе Нормандия. Департамент округа — Манш. Супрефектура — Сен-Ло.
Население округа на 2018 год составляло 102 928 человек. Плотность населения составляет 80 чел./км². Площадь округа составляет 1291,02 км².

## Состав
Кантоны округа Сен-Ло (c 1 января 2017 г.):
- Вильдьё-ле-Поэль-Руффиньи (частично)
- Карантан-ле-Маре (частично)
- Конде-сюр-Вир
- Пон-Эбер
- Сен-Ло-1
- Сен-Ло-2

Кантоны округа Сен-Ло (c 22 марта 2015 г. по 31 декабря 2016 г.):
- Агон-Кутенвиль (частично)
- Вильдьё-ле-Поель (частично)
- Карантан (частично)
- Конде-сюр-Вир
- Пон-Эбер
- Сен-Ло-1
- Сен-Ло-2

Кантоны округа Сен-Ло (до 22 марта 2015 года):
- Вильдьё-ле-Поель
- Канизи
- Карантан
- Мариньи
- Перси
- Сен-Клер-сюр-л'Эль
- Сен-Жан-де-Де
- Сен-Ло-Эст
- Сен-Ло-Уэст
- Тесси-сюр-Вир
- Ториньи-сюр-Вир